# カラム (筆記具)

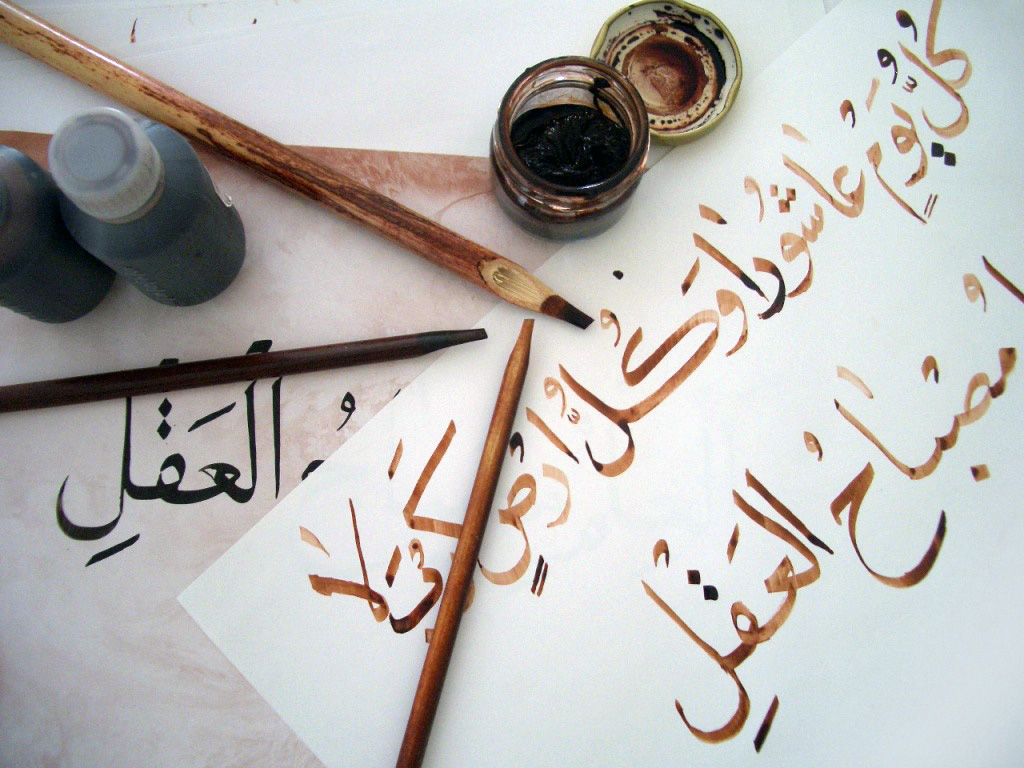
カラムとそれによって書かれた文字。

カラム（アラビア語：قلم qalam）はアラビア書道における筆記具。乾かした葦から作られる。カラムの語源はギリシャ語で葦を意味する"κάλαμος"からである。現代のアラビア語、ペルシャ語、トルコ語およびクルド語ではこの語は単にペンや鉛筆を意味するようになっている。